# John Clute
John Frederick Clute (12 de setembre del 1940) és un autor i crític canadenc, especialitzat en el món de la ciència-ficció i la literatura fantàstica que, des del 1969 resideix entre Anglaterra i els Estats Units. Se'l considera "una part integral de la història de la ciència-ficció", i "un dels millors crítics de la ciència-ficció de tots els temps i el més prolífic dels nostres dies." Ha guanyat el Premi Hugo al millor llibre de no ficció en diverses ocasions gràcies a obres com The Encyclopedia of Science Fiction, coeditada amb Peter Nicholls, Science Fiction: The Illustrated Encyclopedia o The Encyclopedia of Fantasy, coeditada amb John Grant.
La tercera edició de The Encyclopedia of Science Fiction (coeditada amb David Langford i Peter Nicholls) va ser llançada en línia l'octubre del 2011 i, des d'aleshores s'ha ampliat notablement. El 24 de març del 2017, la pàgina d'estadística de l'enciclopèdia indicava que Clute era el responsable de la gran majoria dels articles: 6,421 editats en solitari i 1,219 en col·laboració, amb un total de 2,408,000 paraules escrites (més del doble, en tots els casos, de les xifres corresponents al segon major col·labroador: David Langford).

## Vida
Criat al Canadà, Clute va viure als Estats Units del 1956 fins al 1964. El 1962 es va graduar a la Universitat de Nova York. El 1964 Clute es va casar amb l'artista Judith Clute i des del 1996 ha estat la parella de l'escriptora Elizabeth Hand.
Els seus articles sobre ficció especulativa han aparegut en diverses publicacions des de mitjans dels anys 60 i s'han recollit en diverses col·leccions de crítiques i assaigs com Strokes; Look at the Evidence; Score; The darkening darden: a short lexicon of horror; Canary fever; Pardon this intrusion: fantastika in the world storm o Stay. El 1982 va ser un dels vuit fundadors de la revista anglesa Interzone, una de les publicacions més veteranes en llengua anglesa dedicada a la fantasia i a la ciència-ficció.
El 1977, Clute va publicar la seva primera novel·la: The Disinheriting Party. Malgrat no ser explícitament una fantasia, aquesta història d'un família disfuncional té un cert aire fantàstic, com la majoria d'obres de la literatura postmodernista. La seva segona novel·la, Appleseed, publicada el 2001, és una òpera espacial que va ser seleccionada com a Notable Book pel New York Times el 2002.
El 1994 va guanyar el Pilgrim Award, de la Science Fiction Research Association, que s'atorga a tota una carrera dedicada a l'estudi de la ciència-ficció.

## Obra destacada

### Crítica
- Strokes: essays and reviews, 1966-1986 (Serconia Press, 1988)[11]
- Look at the evidence: essays and reviews, 1987-1993 (Liverpool University Press, 1995)[12]
- Scores: reviews, 1993-2003 (Beccon Publications, 2003)[13]
- The darkening garden: a short lexicon of horror. (Payseur & Schmidt, 2006)[14]
- Canary fever: reviers (Beccon Publications, 2009)[15]
- Pardon this intrusion: fantastika in the world storm (Beccon Publications, 2011)[16]
- Stay (Beccon Publications, 2014)[17]

### Ficció
- The disinheriting party: a novel (Allison and Busby, 1977)[18]
- Appleseed (Orbit, 1999)[19]

### No ficció
- The Encyclopedia of Science Fiction (Orbit, 1993),[20] coeditada amb Peter Nicholls que en va fer una primera versió el 1979.[21] Fou ampliada i llançada en format CD-ROM el 1995,[22][23] i reeditada el 1999. El 2011 es va publicar la seva tercera edició en línia: The Encyclopedia of Science Fiction
- Science Fiction: The Illustrated Encyclopedia (Dorling Kindersley, 1995)[24]
- The Encyclopedia of Fantasy (St. Martin's Press, 1997), coeditada amb John Grant[25]

## Enllaços extrens
- SFE: The Encyclopedia of Science Fiction, 2014 - edició actual